# Archethopolys parowanus
Archethopolys parowanus är en mångfotingart som först beskrevs av Chamberlin 1925.  Archethopolys parowanus ingår i släktet Archethopolys och familjen stenkrypare. Inga underarter finns listade i Catalogue of Life.